# Michael Porter

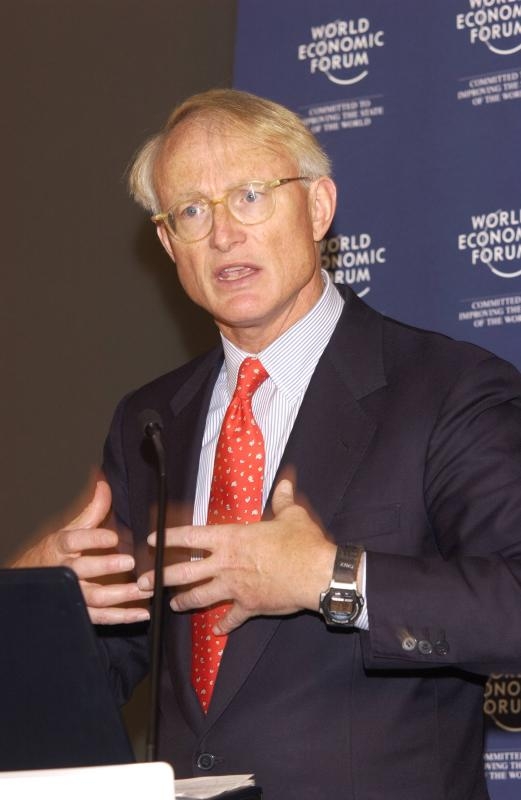
Michael Porter

Michael E. Porter (Ann Arbor, 23 mei 1947) is een Amerikaans professor aan de Harvard Business School. Porter volgde een universitaire opleiding in Princeton, en behaalde zijn doctoraat in de bedrijfseconomie in 1973 aan Harvard. Hij is een icoon op het vlak van concurrentiestrategieën. Vooral zijn vijfkrachtenmodel ('Competitive Forces Model' of 'Five Forces Model'), waardeketenmodel ('Value Chain Model') en de door hem ontwikkelde typologie over generieke concurrentiestrategieën behoren tot de basiskennis van iedere manager. Porter was de eerste die de betekenis van het werk van managers voor het succes van een onderneming in kaart bracht.
In het door McKinsey in 1979 bekroonde artikel "How Competitive Forces Shape Strategy", reikt hij met zijn vijf omgevingskrachten ondernemingen een methode aan om de markt en het concurrentiegedrag te analyseren.
In zijn eerste boek Competitive Strategy uit 1980 gaat Porter voornamelijk in op het "wat" en "waarom" van strategie. In zijn tweede boek Competitive Advantages draait het met name om het "hoe" van strategie.
Porter stelt hierbij dat ondernemingen op zoek moeten naar hun concurrentievoordeel. Een concurrentievoordeel kan volgens hem voortvloeien uit het gegeven dat de onderneming tegen lagere kosten dan de concurrent kan aanbieden of door een stuk toegevoegde waarde te creëren, zodat de afnemer meer wil betalen voor het product of dienst.
In zijn derde boek Competitive Advantage of Nations stelt Porter dat succesfactoren van ondernemingen worden gecreëerd door een land of regio. Hij schetst in dit boek een aantal criteria op grond waarvan een onderneming de aantrekkelijkheid van een vestigingspunt kan beoordelen. Porter komt steeds vaker tot de conclusie dat uiteindelijk de omgeving van de organisatie, de cluster waarbinnen de organisatie kan opereren, de oorsprong is van duurzaam concurrentievoordeel.

## Erkenning
In 2000 werd Michael Porter benoemd tot Bishop William Lawrence University Professor te Harvard, de hoogste erkenning die Harvard toekent aan zijn eigen professorenkorps. Porter werd doctor honoris causa aan intussen 25 universiteiten, waaronder McGill University, HHL Leipzig Graduate School of Management, INCAE Business School en op 8 oktober 2018 aan de KU Leuven.

## Kritiek
Porter werd door academici bekritiseerd omwille van zijn inconsistente logische argumentatie en beweringen. Critici wijzen ook op het gebrek aan empirische onderbouwing en op het feit dat hij zijn standpunt verdedigt met selectieve case studies. Bovendien laat Porter na om naar de originele bedenkers van zijn postulaten te verwijzen die hun oorsprong hebben in pure micro-economische theorieën.